# Les Démons du Pendjab
Les Démons du Pendjab (Demons of the Punjab) est le sixième épisode de la onzième saison de la seconde série télévisée britannique Doctor Who. Il est diffusé le 11 novembre 2018 sur la chaîne de télévision britannique BBC One.

## Accroche
Intriguée par les récits de sa grand-mère qui a fui l'Inde, Yaz demande au Docteur de l'emmener sur place, en 1947, pour combler les parties de son récit qu'elle garde secrètes. Réticente, le Docteur accepte, mais quelle surprise lorsqu'ils voient des extraterrestres rôder aux alentours.

## Résumé
Le jour de l'anniversaire de sa grand-mère, Umbreen, Yaz se voit offrir par celle-ci une montre cassée. Intriguée par le cadeau, elle demande au Docteur de se rendre dans le passé de son aïeule, avec Graham et Ryan. Une fois arrivée, quelle surprise pour Yas : le mari de sa grand-mère n'est pas celui qu'elle a toujours vu sur les photos. Il s'agit de Prem, un hindouiste, alors que sa famille est musulmane. Les voyageurs comprennent qu'ils sont arrivés au Pendjab, la veille de la partition du Pakistan et de l'Inde. Umbreen doit se marier avec Prem le lendemain, mais voilà qu'ils trouvent l'homme qui devait procéder au mariage mort, entouré de deux démons. Prem leur tire dessus, mais ils se volatilisent.
Le Docteur comprend qu'il s'agit d'extraterrestres et part à leur recherche, accompagné de Prem et Ryan. Ils découvrent alors leur vaisseau, et le Docteur comprend qu'il s'agit d'une race d'assassins, des Thijariens dont la cible était le saint homme qui devait célébrer le mariage. Elle y découvre également un récipient contenant une fumée violette qu'ils avaient vue sur le cadavre. Le Docteur s'en empare, ce qui fait revenir les deux extraterrestres. Les trois compagnons s'échappent alors, et le Docteur récupère au passage des téléporteurs dont les aliens se servent pour protéger leur vaisseau.
Grâce aux téléporteurs, elle empêche les démons de s'approcher de la maison. Prem leur apprend qu'il les a déjà vus auprès du cadavre de son grand-frère alors qu'il combattait pour l'Angleterre. Les deux amoureux décident de demander au Docteur de les marier, malgré les avis négatifs de la mère d'Umbreen, persuadée que le mariage est maudit, et du petit frère de Prem, Manish. Pendant que le Docteur fait des tests pour déterminer la nature de la fumée, dont la composition est trop complexe pour son tournevis, les assassins retournent l'effet du téléporteur et récupèrent le Docteur et la fumée. Ils expliquent qu'après la destruction de leur planète, ils se sont reconvertis pour accompagner les personnes qui meurent seules. La fumée violette contient en réalité les données ADN de tous les morts qu'ils ont trouvés. Ils se sont rendus au Pendjab car la partition va entraîner de nombreux morts. Ils montrent également au Docteur la prochaine personne qu'ils vont voir : Prem, ainsi que la vidéo de la mort du sadhu, tué en réalité par Manish.
Le lendemain, le Docteur célèbre le mariage à la frontière du Pakistan, ce qui en fait le premier mariage célébré ici, fait dont se vantait la grand-mère de Yaz. A cette occasion, Prem offre à Umbreen sa montre, qui se casse au moment où il la donne. Juste avant, son frère a quitté la maison au moment où Umbreen lui fait part de ses remerciements. En effet, il a appelé un groupe d'hindouistes nationalistes qui ne devrait pas tarder à arriver. Umbreen et sa mère fuient, pendant que Prem essaie de faire retrouver la raison à son frère, mais il se fait abattre par l'un des miliciens, sous le regard des deux Thijariens. L'épisode se finit par une discussion entre Yaz et sa grand-mère, qui commente le henné fait à l'occasion du mariage, puis propose à Yaz de lui raconter l'histoire de la montre, mais celle-ci refuse.

## Distribution
Sauf indication contraire, les informations mentionnées dans cette section peuvent être confirmées par la base de données cinématographiques IMDb,  présente dans la section « Liens externes ».
- Jodie Whittaker : Treizième Docteur
- Mandip Gill : Yasmin Khan
- Tosin Cole : Ryan Sinclair
- Bradley Walsh : Graham O'Brien
- Amita Suman : Umbreen[1]
- Hamza Jeetooa (en)[1] : Manish
- Shane Zaza (en)[1] : Prem

## Production et diffusion

### Diffusion
Les Démons du Pendjab est diffusé pour la première fois en France le 15 novembre 2018 sur France 4, en version originale sous-titrée à 23 h ainsi que le 27 janvier 2019 à 18 h 20 pour la version française.